# Alsótold
Alsótold é um município da Hungria, situado no condado de Nógrád. Tem 7,86 km² de área e sua população em 2015 foi estimada em 229 habitantes.